# توني تشيلتون
توني تشيلتون (بالإنجليزية: Tony Chilton)‏ هو لاعب كرة قدم بريطاني، ولد في 7 سبتمبر 1965 في Maryport ‏ في المملكة المتحدة. لعب مع نادي ألترينتشام ونادي بارو ونادي بيرنلي ونادي سندرلاند ونادي هارتلبول يونايتد ونادي ووركينغتون.